# Henri-Jules de Bourbon-Condé
Titre
Prince de Condé
11 décembre 1686 – 1er avril 1709
(22 ans, 3 mois et 21 jours)
Signature
Henri-Jules de Bourbon-Condé, né en la ville Paris le 23 juillet 1643 et décédé au même endroit le 1er avril 1709, est un aristocrate et militaire de l'Ancien Régime. En étant le fils de Louis II de Bourbon-Condé, dit le Grand Condé, quatrième prince de Condé, et de Claire-Clémence de Maillé, il est prince du sang. Devenu le cinquième prince de Condé en 1686, il est aussi duc de Bourbon, duc d'Enghien et le seigneur de Chantilly. Réputé être un prince fourbe et violent, il est atteint de lycanthropie. 

## Biographie

### Enfance
Henri-Jules de Bourbon-Condé est né à Paris le 23 juillet 1643. Il est l'unique enfant de Louis II de Bourbon-Condé, surnommé le Grand Condé et le prince de Condé, et de Claire-Clémence de Maillé. Son père est un brillant militaire et le cousin du jeune roi Louis XIV. Sa mère est la nièce du cardinal de Richelieu. Il est baptisé en l'église Saint-Sulpice de Paris le 29 juillet 1643 et a pour parrain le cardinal Mazarin. Il est duc d'Albret jusqu'à ses trois ans avant d'être titré duc d'Enghien en 1646. Le petit duc est alors appelé « Monsieur le Duc » à la cour, selon les usages. Il est contraint de partir en exil dans les Pays-bas espagnols avec ses parents la Fronde passée. 
Ils reviennent en France suite à la signature du traité des Pyrénées en 1659. Après ce retour, les parents du duc vivent pratiquement séparés : le prince au château de Chantilly et la princesse entre le château de Saint-Maur et l'hôtel de Condé. Durant son séjour en exil, son éducation est confiée à l'abbé Bourdelot qui lui inculque des notions de latin. L'année suivante, il est inscrit dans une école jésuite de Namur. Il souffre d'instabilités mentales pratiquement toute sa vie. Sa grand-mère du côté de sa mère, Nicole du Plessis de Richelieu, la sœur du cardinal de Richelieu, souffrait de l'illusion de verre et était terrifiée à l'idée de s'assoir de peur qu'elle ne se brise. 

### Mariage
Une union avec sa cousine éloignée Élisabeth-Marguerite d'Orléans, fille de Gaston d'Orléans, était tout d'abord envisagée mais elle n'eut pas lieu. Il épouse finalement le 11 décembre 1663, dans la chapelle du palais du Louvre, Anne de Bavière. Elle est la fille cadette de Édouard du Palatinat, le comte palatin du Rhin, et de Anne de Gonzague, une fille du duc de Mantoue. La jeune princesse était alors réputée pour sa piété, sa grande générosité et charité. Nombreux étaient à la cour alors ceux qui louaient sa sollicitude envers son époux. Malgré ses qualités, elle était souvent une victime de ce dernier dans ses accès de colère. Ensemble, ils eurent dix enfants :
1. Marie-Thérèse de Bourbon-Condé, dite Mademoiselle de Bourbon. Elle est l'épouse de François-Louis de Bourbon-Conti, le quatrième prince de Conti et est ainsi princesse de Conti ;
2. Henri de Bourbon-Condé, duc de Bourbon (5 novembre 1667 - 5 juillet 1670)
3. Louis III de Bourbon-Condé, le futur sixième prince de Condé. Il épouse une fille légitimée du roi Louis XIV, Louise-Françoise de Bourbon ;
4. Anne de Bourbon-Condé, dite Mademoiselle d'Enghien (11 novembre 1670 - 27 mai 1675) ;
5. Henri de Bourbon-Condé, comte de Clermont-en-Argonne (3 juillet 1672 - 6 juin 1675) ;
6. Louis-Henri de Bourbon-Condé, comte de la Marche (9 novembre 1673 - 21 février 1675) ;
7. Anne-Marie de Bourbon-Condé, dite Mademoiselle d'Enghien puis plus tard Mademoiselle de Condé ;
8. Louise-Bénédicte de Bourbon-Condé, dite Mademoiselle d'Enghien puis par la suite Mademoiselle de Charolais. Elle épouse Louis-Auguste de Bourbon, prince de Dombes et un fils légitimé du roi Louis XIV ;
9. Marie-Anne de Bourbon-Condé, dite Mademoiselle de Montmorency et par la suite Mademoiselle d'Enghien. Elle épouse Louis-Joseph de Bourbon-Vendôme, duc de Vendôme, et est ainsi duchesse de Vendôme ;
10. N. de Bourbon, dite Mademoiselle de Clermont (17 juillet 1679 - 17 septembre 1680).

À partir de 1655, il prend pour maîtresse Françoise-Charlotte de Montalais, qui était la sœur de Aure de Montalais. Elle était alors gouvernante des enfants de la maison de Condé. Ensemble ils ont une fille, Julie de Bourbon, alors titrée Mademoiselle de Châteaubriant. Elle sera légitimée en 1693, âgée de vingt-cinq ans. Elle épouse le marquis de Lassay qui après le décès de son époux sera l'amant de la belle-fille de Henri-Jules. Il est celui qui commande l'hôtel de Lassay, pour se rapprocher d'elle. 

### Personnalité

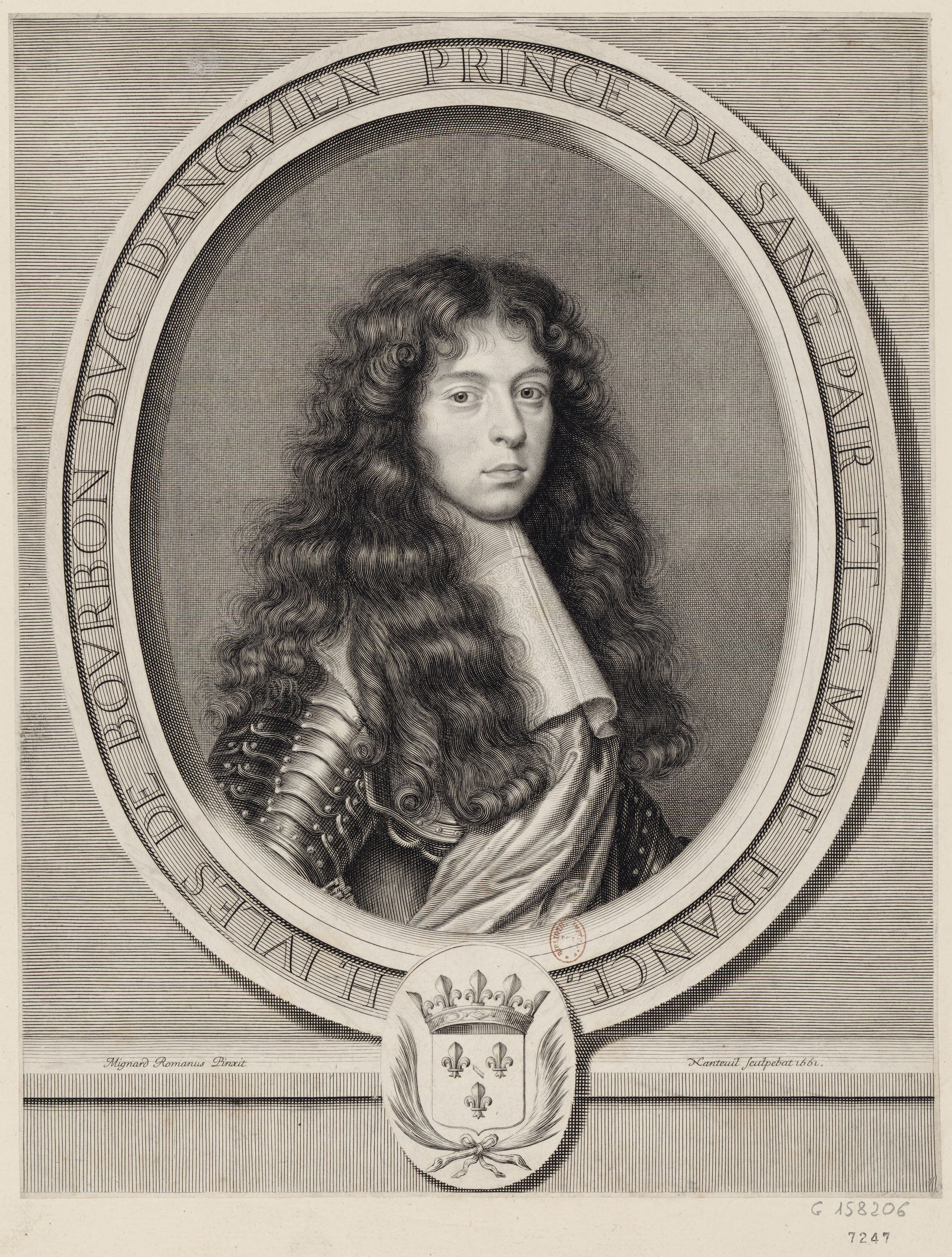
Portrait de Henri-Jules de Bourbon, prince de Condé par Robert Nanteuil, XVIIe siècle.

Henri-Jules est décrit par ses contemporains comme petit, laid, débauché et brutal. Il était extrêmement colérique, au point tel « qu'il était absolument dangereux de le contredire ». C'est un homme instruit et intelligent mais étant doté d'un caractère à bien des égards malveillant. Vers la fin de sa vie, son instabilité mentale s'aggrava. Il était convaincu d'être déjà mort et il entreprit de prendre tout ses repas dans une chambre souterraine, qu'il croyait être celle de Turenne. Il y invitait aussi ses hôtes à dîner, en feignants d'être morts eux aussi et discutant de l'au-delà, servis par des domestiques vêtus de draps blancs. Dans ses célèbres Mémoires, le duc de Saint-Simon nous livre son portrait :

« Fils dénaturé, cruel père, mari terrible, maître détestable, pernicieux voisin, sans amitié, sans amis, incapable d'en avoir, jaloux, soupçonneux, inquiet sans aucune relâche, plein de manèges et d'artifices à découvrir et à scruter tout, à quoi il était occupé sans cesse. »

Il convient cela dit de noter que le duc était un fervent janséniste, et qui préconisait le fait de se préparer à la mort par la réflexion et par l'exercice d'une vie austère. D'autres sources de son époque nous affirment qu'il se prenait parfois pour un chien, ou pour un loup, ce qui laisse de fait penser qu'il souffrait de lycanthropie. Dans ses crises de démence, il s'attaquait à tous ses proches et ses domestiques, sa femme et ses enfants vécurent ainsi dans un climat de terreur durant des années. Le mal dont il était atteint était souvent attribué à l'hérédité de sa mère, sa mère étant malade mentale. Il est surnommé « Condé le Fol » ou encore « le singe vert » par ses contemporains. De plus, le duc d'Enghien était réputé anorexique et il était fort difficile pour son entourage de le convaincre de se nourrir. Il est arrivé qu'il se prenne pour un lièvre, ou une plante, et demandait à ses domestiques de l'arroser. 

### Carrière militaire

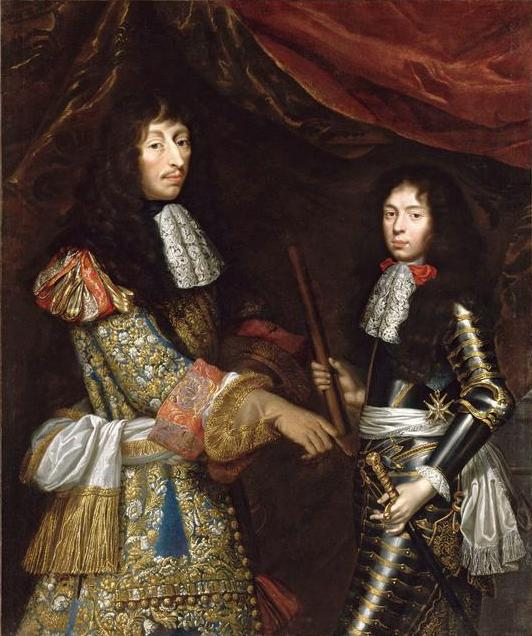
Louis II de Bourbon-Condé et son fils Henri-Jules, duc d'Enghien par Claude Lefèbvre, entre 1662 et 1666.

Le duc d'Enghien est nommé brigadier de cavalerie le 2 février 1668 puis maréchal de camp le 20 avril 1672. Il fut également nommé lieutenant général le 3 avril 1673. Il commandait comme second, faisant office de chef d'état-major, l'armée lors du passage du Rhin en 1673. On ne lui confia jamais de commandement réel, le roi Louis XIV et Louvois ne pouvant pas se fier à son esprit malade, hors de sa bravoure. Il fait preuve d'une imprudence au combat, se rendant à la fois dangereux pour l'ennemi comme pour son propre camp. Déçu par les qualités militaires du duc d'Enghien, le Grand Condé reporta alors ses espoirs sur un digne successeur militaire, François-Louis de Bourbon-Conti, son jeune cousin, qui fera alors une très brillante carrière. 
En 1686, le Grand Condé meurt, laissant à son fils son titre de prince de Condé. Ce dernier lui succède ainsi comme grand maître de France et comme gouverneur de Bourgogne. Le prince bénéficie ainsi désormais du prédicat de « Monsieur le Prince » que lui octroie alors le titre de premier prince du sang. Après le décès de son père, il s'attèle à poursuivre les travaux que ce dernier avait entrepris au château de Chantilly. Il finira l'église Notre-Dame-de-l'Assomption de Chantilly et il continue les travaux d'embellissement du Grand château, interrompus en 1690. 

### Décès
Henri-Jules de Bourbon-Condé meurt à Paris le 1er avril 1709, âgé de soixante-cinq ans. Sa mort est un soulagement pour sa femme, qui endure cet époux violent depuis plus de vingt ans. Il est inhumé en l'église Saint-Thomas de Cantorbéry, à Vallery, auprès de son père. Le seul fils qui lui survécu, Louis III de Bourbon-Condé, lui succède comme sixième prince de Condé avec toutes ses charges. 

## Titulature
- 29 juillet 1643 - 11 novembre 1686 : « Son Altesse Sérénissime Henri-Jules de Bourbon, Monsieur le Duc d'Enghien, Prince du Sang de France » ;
- 11 novembre 1686 - 1er avril 1709 : « Son Altesse Sérénissime Henri-Jules de Bourbon, Monsieur le Prince de Condé, Grand Maître de France, Premier Prince du Sang de France ».

## Décorations
| Ordre du Saint-Esprit | Chevalier des ordres du roi (31 décembre 1661) |